# 45 Samodzielna Gwardyjska Brygada Inżynieryjna
45 Samodzielna Gwardyjska Berlińska Brygada Inżynieryjna, (ros. 45-я отдельная гвардейская инженерная Берлинская орденов Кутузова, Богдана Хмельницкого, Александра Невского и Красной Звезды бригада) – samodzielny związek taktyczny Sił Zbrojnych Federacji Rosyjskiej, służący w Wojskach Lądowych Federacji Rosyjskiej w ramach Zachodniego Okręgu Wojskowego.
Siedzibą sztabu i dowództwa brygady jest Nachabino.